# Coniopteryx phaeoptera
Coniopteryx phaeoptera är en insektsart som först beskrevs av Günther Enderlein 1906.  Coniopteryx phaeoptera ingår i släktet Coniopteryx och familjen vaxsländor. Inga underarter finns listade i Catalogue of Life.